# Gashanda
Gashanda ist ein Sektor im Zentrum des Distrikts Ngoma in der Ostprovinz von Ruanda.

## Geographie
Der Sektor Gashanda hat eine Fläche von 38,3 km² und liegt auf einer Höhe von etwa 1470 m. Er setzt sich aus den vier Zellen Cyerwa, Giseri, Munege und Mutsindo zusammen. Nachbarsektoren sind im Norden Rurenge, im Osten Kazo, im Südwesten Sake, im Westen Zaza und im Nordwesten Karembo.

## Bevölkerung
Gashanda ist nach Karembo der bevölkerungsärmste Sektor des Distrikts. Nach Stand der Volkszählung von 2022 liegt die Einwohnerzahl bei 19.345. Zehn Jahre zuvor waren es 16.309, was einem jährlichen Bevölkerungszuwachs von 1,7 Prozent zwischen 2012 und 2022 entspricht.

## Verkehr
Durch den Sektor verläuft die Nationalstraße 6, die jedoch Stand 2022 nicht asphaltiert ist.